# Dječje prihvatilište Sisak (film)
Dječje prihvatilište Sisak je hrvatski dokumentarni film iz 2019. godine u produkciji televizije Laudato.
Govori o ratnom dječjem prihvatilištu u Sisku i o akciji spašavanja ratom stradale djece u Sisku 1942. godine. Prikazano je kako su zbog velikog priljeva djece s Kozare u gradu Sisku otvorena četiri prihvatilišta.
Građa prema kojoj je snimljen film su izvorni dokumenti, autentične fotografije i u njemu govore istraživači, povjesničari, crkveni velikodostojnici te svjedoci događaja. Korištena je dokumentacija Hrvatskog državnog arhiva. Stručnjaci koji govore u filmu su: slovenski istraživač i publicist Roman Leljak, istraživač i publicist Igor Vukić, sisački biskup Vlado Košić, postulator kauze za proglašenje svetim bl. Stepinca mons. Juraj Batelja, predsjednik Hrvatskog žrtvoslovnog društva Ante Beljo, povjesničarka Vlatka Vukelić, povjesničar Vladimir Šumanović. Svjedoci vremena u filmu su Marija Ivšić, Nada Kovačić, Ivanka Marić, Ivan Posilović i Branko Ljubešić.
Svečana pretpremijera filma bila je je 2. listopada 2019. u Zagrebu u kino dvoraniCineStara. Premijera je bila dan poslije 3. listopada 2019. u Sisku, u dvorani Svetog Ivana Pavla II, Veliki Kaptol.

## Vanjske poveznice
- YouTube [NAJAVA] DJEČJE PRIHVATILIŠTE SISAK - novi dokumentarni film u produkciji Laudato